# Systematic Botany
Systematic Botany (abreviado Syst. Bot.) es una revista ilustrada con descripciones botánicas que es editada en Estados Unidos por la Sociedad Estadounidense de Taxónomos Vegetales. Se publica desde el año 1976, con el nombre de Systematic Botany; Quarterly Journal of the American Society of Plant Taxonomists.